# Катериновка (Юрьевский район)
Катериновка (укр. Катеринівка) — село,
Жемчужненский сельский совет,
Юрьевский район,
Днепропетровская область,
Украина.
Код КОАТУУ — 1225981011. Население по переписи 2001 года составляло 9 человек .

## Географическое положение
Село Катериновка находится на левом берегу реки Малая Терновка,
выше по течению на расстоянии в 1,5 км расположено село Варламовка,
ниже по течению примыкат село Жемчужное,
на противоположном берегу — село Кондратовка.
Через село проходит автомобильная дорога Т-2107.